# Die rosarote Brille
Die rosarote Brille è un cortometraggio del 1934 diretto da Hans Deppe. Fu l'esordio nella regia per Deppe, un attore e cabarettista berlinese che era uno dei fondatori del cabaret Die Katakombe.

## Produzione
Il film fu prodotto dall'Universum Film (UFA).

## Distribuzione
Distribuito dall'Universum Film (UFA), uscì nelle sale cinematografiche tedesche nel 1934.